# Bitva u Rosebudu

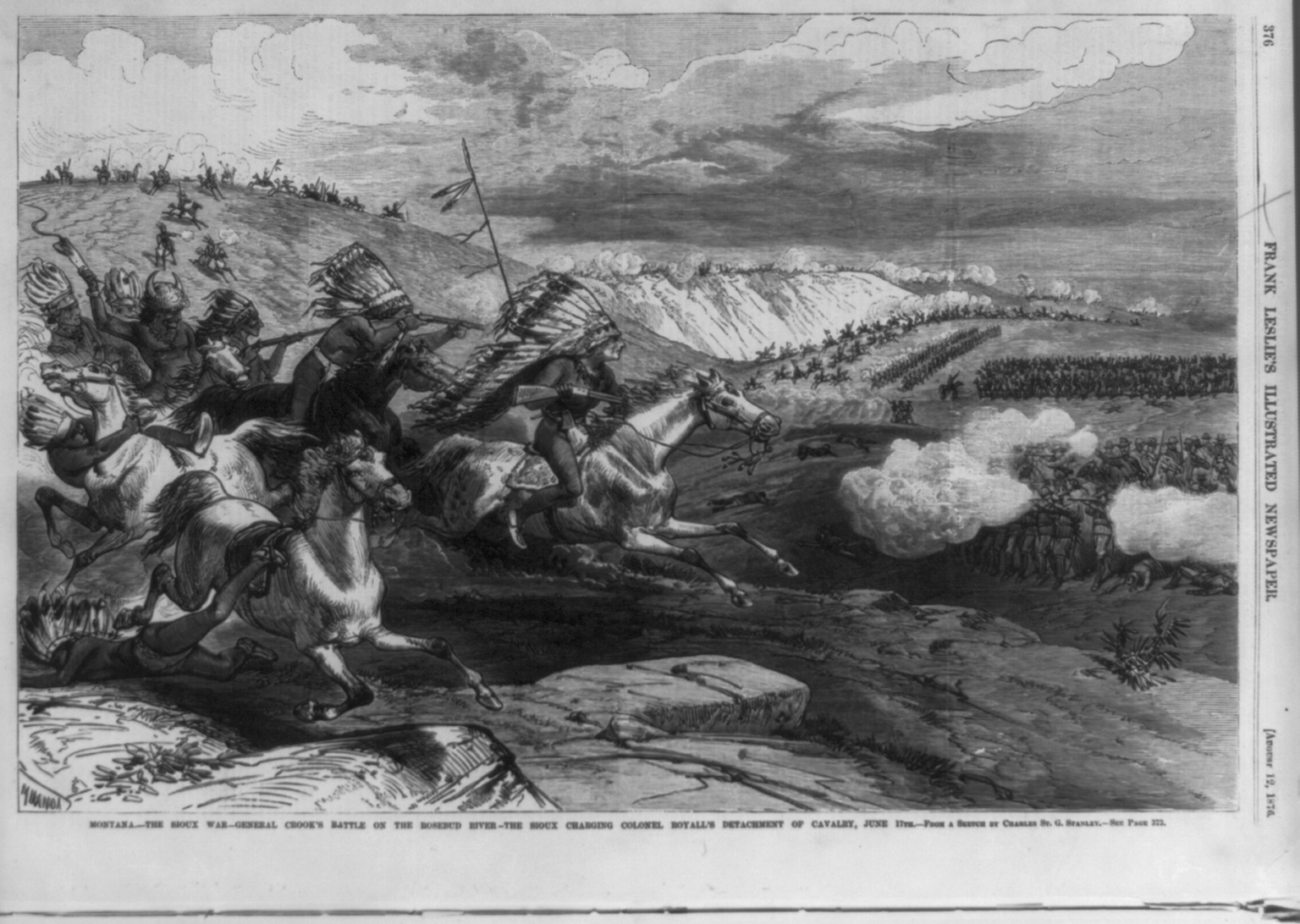
Siouxové útočí na oddíl kavalérie plukovníka Royalla v Bitvě u Rosebudu

Bitva u Rosebudu byla střetnutím mezi armádou USA a válečníky indiánských kmenů Lakotů a Šajenů během války o Černé hory. Bitva se uskutečnila dne 17. června 1876 v Montaně v USA. Vojáky vedl generál George Crook, Lakoty a Šajeny náčelník Splašený kůň (Tĥašúŋka Witkó).

## Pozadí bitvy
V 70. letech 19. století bylo v Černých horách (anglicky Black Hills) objeveno zlato. Černé hory byly posvátným územím Lakotů a přestože se rozkládaly na území tzv. Velké siouxské rezervace vytvořené v roce 1868 smlouvou z pevnosti Laramie, zamířily do nich stovky amerických zlatokopů, kteří začali budovat první osady na území Indiánů. Ti považovali proudy zlatokopů za porušení smlouvy a začalo docházet k prvním vzájemným střetům.
Americká vláda reagovala tak, že vybudovala několik menších rezervací a vyzvala Indiány, aby se do nich z prérií přemístili a uvolnili tak Černé hory novým osadníkům. Mnozí Indiáni se dobrovolně do rezervací stáhli, avšak lakotští náčelníci Sedící býk (Tĥatĥáŋka Íyotake) a Splašený kůň odmítli svá území opustit. Na jaře 1876 tisíce Indiánů z rezervací uprchly a připojily se k lidem Sedícího býka a Splašeného koně, kteří se chystali k tradičnímu letnímu lovu bizonů.
Američané na začátku léta vyslali tři vojenské oddíly, které měly obklíčit vzpurné Indiány a přimět je k tomu, aby se vzdali v rezervacích: generál Alfred Terry vyrazil z pevnosti Abraham Lincoln, plukovník John Gibbon z pevnosti Ellis a generál George Crook z pevnosti Fetterman (28. 5. 1876). A právě vojenský oddíl generála Crooka, který čítal 970 vojáků pěších i jízdy, 80 civilistů a okolo 260 zvědů z kmenů Vraních Indiánů a Šošonů, narazil v oblasti řeky Powder na stopy velkého množství Lakotů a Šajenů.

## Bitva a její význam
Dne 17. června, brzy ráno, dorazili vojáci k říčce Rosebud, kde Crook nařídil přestávku, aniž by tušil, že Lakotové a Šajeni, kterých bylo v této oblasti několik tisíc, o vojácích vědí. Splašený kůň rychle shromáždil okolo 1 500 bojovníků a krátce po osmé hodině ráno na zaskočeného Crooka zaútočil.
Bitva samotná trvala asi šest hodin, Splašenému koni se neustálým manévrováním v obtížném terénu podařilo vojáky rozdrobit na množství navzájem odříznutých jednotek, které v hlubokém kaňonu a mezi strmými hřebeny sváděly úporný boj muže proti muži. Několikrát během bitvy byli Lakotové a Šajeni blízko vítězství, avšak především obrovská statečnost Vraních Indiánů a Šošonů, kteří tradičně doprovázeli americké vojáky proti Lakotům jako stopaři, zabránila porážce Crookových vojáků. Odvaha doprovázela toho dne i Indiány na druhé straně. Bitva je známa statečností šajenské dívky, která poté, co byl zastřelen kůň pod jejím bratrem, k němu okamžitě přispěchala na svém koni a odvezla bratra do bezpečí, aniž by dbala o zuřivou střelbu kolem.
Vojáci byli zaskočeni nejen počtem lakotských a šajenských bojovníků, ale především zuřivostí, s jakou pokračovali v boji i přes narůstající počet ztrát. Několikahodinová bitva se mezi americkou armádou a Indiány do té doby ještě nikdy neodehrála. Crook se začal domnívat, že Indiáni bojují tak urputně kvůli tomu, že někde poblíž mají svou vesnici. Vyslal proto skupinu vojáků, aby tuto vesnici našla. Nic takového však vojáci nenalezli, a protože stopaři Šošonů a Vraních Indiánů odmítli pokračovat do úzkých údolí v obavě z léčky, stáhl Crook tyto vojáky zpět. Když odpoledne tato část vojáků znovu dorazila na bojiště, Lakotové a Šajeni se stáhli do své vesnice, která skutečně nebyla daleko. Ani Crook nehodlal pokračovat v boji a následujícího rána se jeho vojáci vydali na ústup zpět, k základně Goose Creek ve Wyomingu.
Přestože ztráty byly na obou stranách zhruba stejné a zároveň nijak vysoké (28 mrtvých a 56 raněných vojáků, 36 mrtvých a 63 raněných Indiánů), měla bitva především strategický význam, a to v neprospěch armády USA. Odražením Crooka Indiáni zabránili jak spojení jeho jednotek s vojáky 7. kavalerie vedené podplukovníkem Custerem směrem k Little Bighornu, tak alespoň ve varování Custera. Současně se poprvé v historii podařilo Lakotům a Šajenům sjednotit se proti americkým vojákům a disciplinovaně čelit silnému protivníkovi. Psychologická výhoda byla po bitvě u Rosebudu na straně Indiánů a projevit se měla jen o několik dní později v bitvě u Little Bighornu.